# Пісняр-свистун
Пісняр-свистун (Catharopeza bishopi) — вид горобцеподібних птахів родини піснярових (Parulidae). 

## Поширення
Вид є ендеміком невеликого острова Сент-Вінсент на Малих Антильських островах, де він трапляється в долинах Колонайр і Персеранс, а також на піку Річмонд та горі Гранд-Бонгомм. Мешкає в первинних тропічних лісах, вологих вторинних лісах, на узліссях і в густому пальмовому підліску. Популяція оцінюється в 3000-5000 особин, що приблизно дорівнює 2000-3300 статевозрілих особин.

## Опис
Птах завдовжки до 14,5 см і вагою від 16 до 19 г. Дорослі самці мають чорне оперення на голові та горлі, сірувато-чорне оперення верхньої частини та характерне широке біле кільце на очах. Нижня частина тіла брудно-біла, боки та смуга грудей чорно-сірі. Підхвістя сіре з білими кінчиками пір'я. Дзьоб чорний, ноги рожево-тілесного кольору.

## Поведінка
Харчуються переважно комахами. Вони повільно перестрибують з гілки на гілку, дзьобають свою жертву з нижньої сторони листя, або підстерігають комах, що пролітають повз.
Чашоподібні гнізда будують в низькій рослинності. Сезон розмноження проходить з квітня по липень. Кладка зазвичай складається з двох яєць. Точних досліджень щодо інкубаційного періоду та періоду гніздування немає. Молодняк помічений у червні, липні та на початку серпня.